# Publio Claudio Pulcro (cónsul 184 a. C.)
Publio Claudio Pulcro  fue hijo del cónsul del año 212 a. C.; Apio Claudio Pulcro (cónsul 212 a. C.).

## Carrera política
Fue edil curul en el año 189 a. C. y pretor el 188 a. C.
En 184 a. C. fue nombrado cónsul, merced a la intervención del cónsul saliente, su hermano Apio Claudio Pulcro, en los comicios.
En 181 a. C. fue uno de los triunviros nombrados para establecer una colonia en Gravicae.